# 明正井路一号幹線一号橋

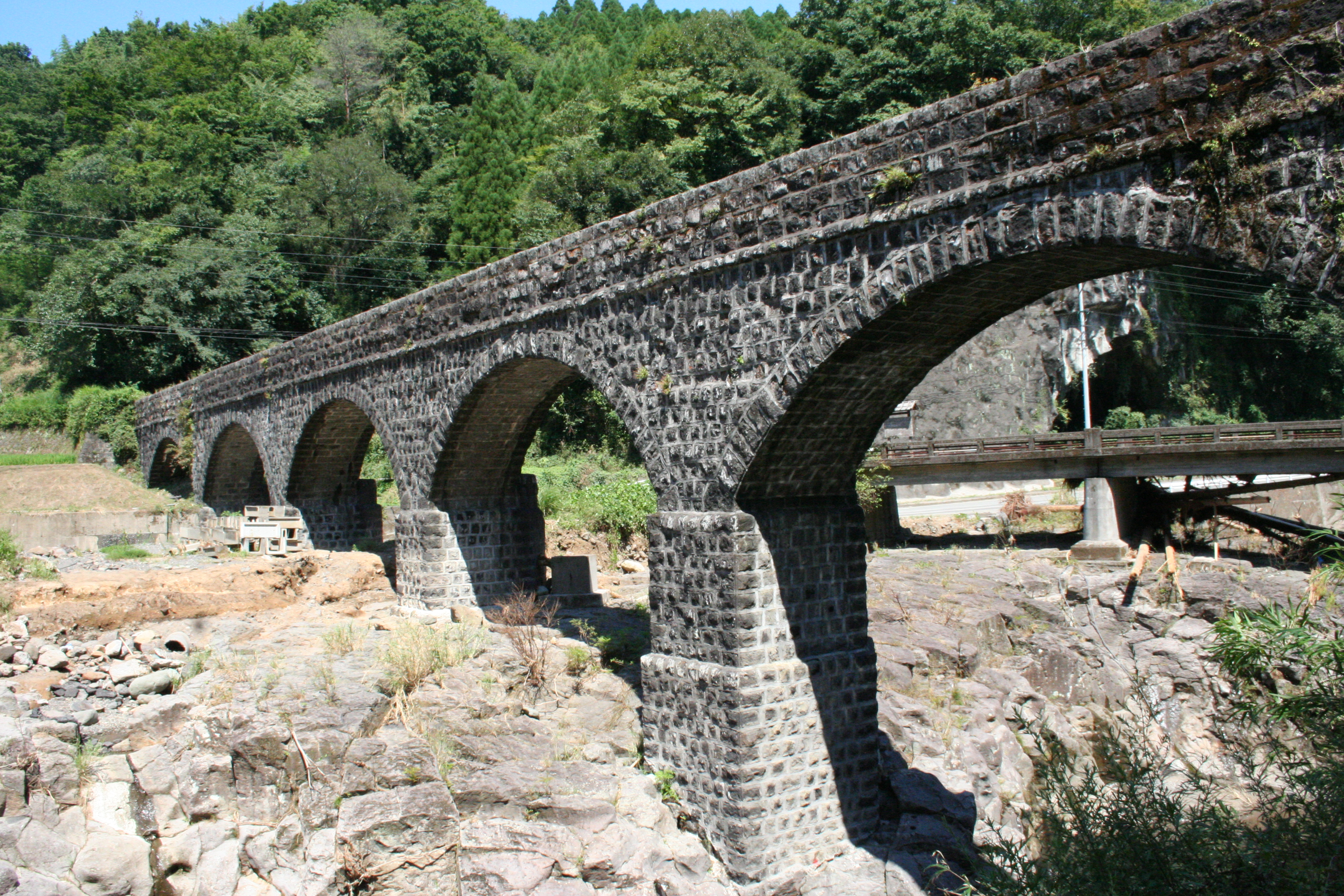
明正井路一号幹線一号橋

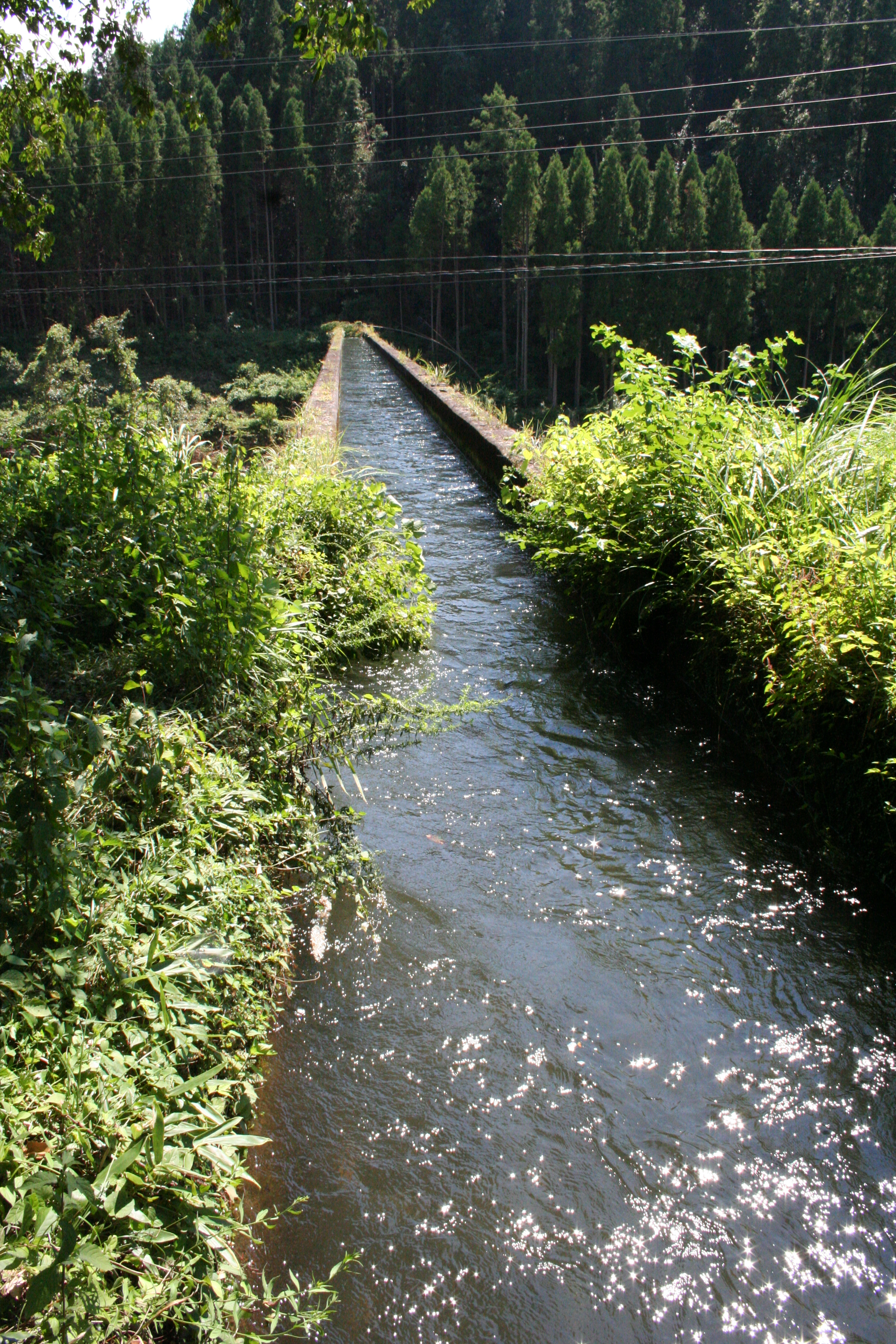
明正井路一号幹線一号橋水路

明正井路一号幹線一号橋（めいせいいろいちごうかんせんいちごうきょう）は、大分県竹田市大字門田の大野川水系緒方川に架かる水路用石造アーチ橋。明正井路第一拱石橋（めいせいいろだいいちこうせききょう）とも呼ばれる。2002年に土木学会選奨土木遺産に選定されている。

## 概要
明正井路一号幹線一号橋は、1919年（大正8年）に竣工した明正井路の一号幹線の水路橋で、日本国内で最大規模（水路橋としては大分県内で最長）の水路用石造アーチ橋である。6連のアーチ上に4段の石壁を積んだ重厚な構造となっている。大分県道8号をまたいでいる。

## 明正井路
明正井路は、緒方川及び、神原川並びに、1953年（昭和28年）に竣工した補水線（大野川）の３つの川から取水され、緒方町と清川村（現豊後大野市）の2,323haの地域の約717haにわたる水田を灌漑する水路で、その総延長は175km（幹線48km、用水路127km）に及ぶ。起伏が激しいため、17基もの水路橋を有する大規模な灌漑施設である。
江戸末期にすでに構想があったが、実際に着工されたのは大正時代に入ってからで、1号、2号幹線は1919年（大正8年）に竣工した。「明正」の名は、計画及び工事が明治時代から大正時代にわたって行われたことに由来する。

## 橋の諸元
- 所在地：北緯32度54分53.5秒 東経131度21分58.1秒 / 北緯32.914861度 東経131.366139度座標: 北緯32度54分53.5秒 東経131度21分58.1秒 / 北緯32.914861度 東経131.366139度

（左岸）大分県竹田市大字門田鳥野2636番1地先
（右岸）竹田市大字門田山瀬2405番4地先
- 河川：大野川水系緒方川
- 形式：6連石造アーチ橋
- 橋長：78.0m[2][3][4]
- 橋高：13.0m
- 幅員：2.8m
- 径間（アーチの幅）：10.7m
- 拱矢（アーチの高さ）：3.3m
- 環厚（輪石の厚み）：60cm
- 竣工：1919年（大正8年）
- 設計者：矢嶋義一（大分県農業技手）
- 石工:平林松造　外八名
- 管理者：明正土地改良区
- 用水路：明正井路
- 文化財等：土木学会選奨土木遺産